# Otobreda 127/64

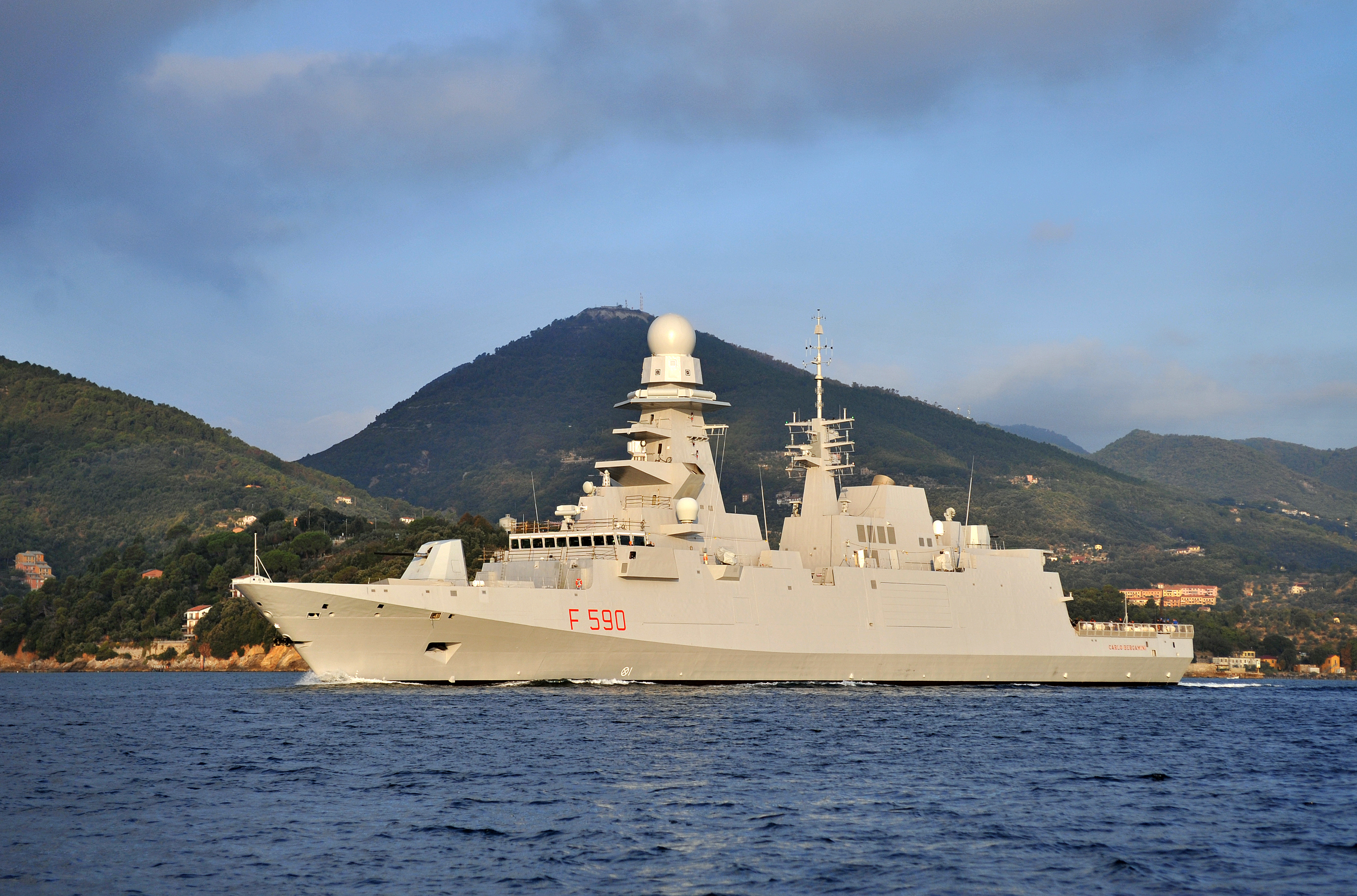
Fragata de Clase FREMM con un Otobreda 127/64 en proa

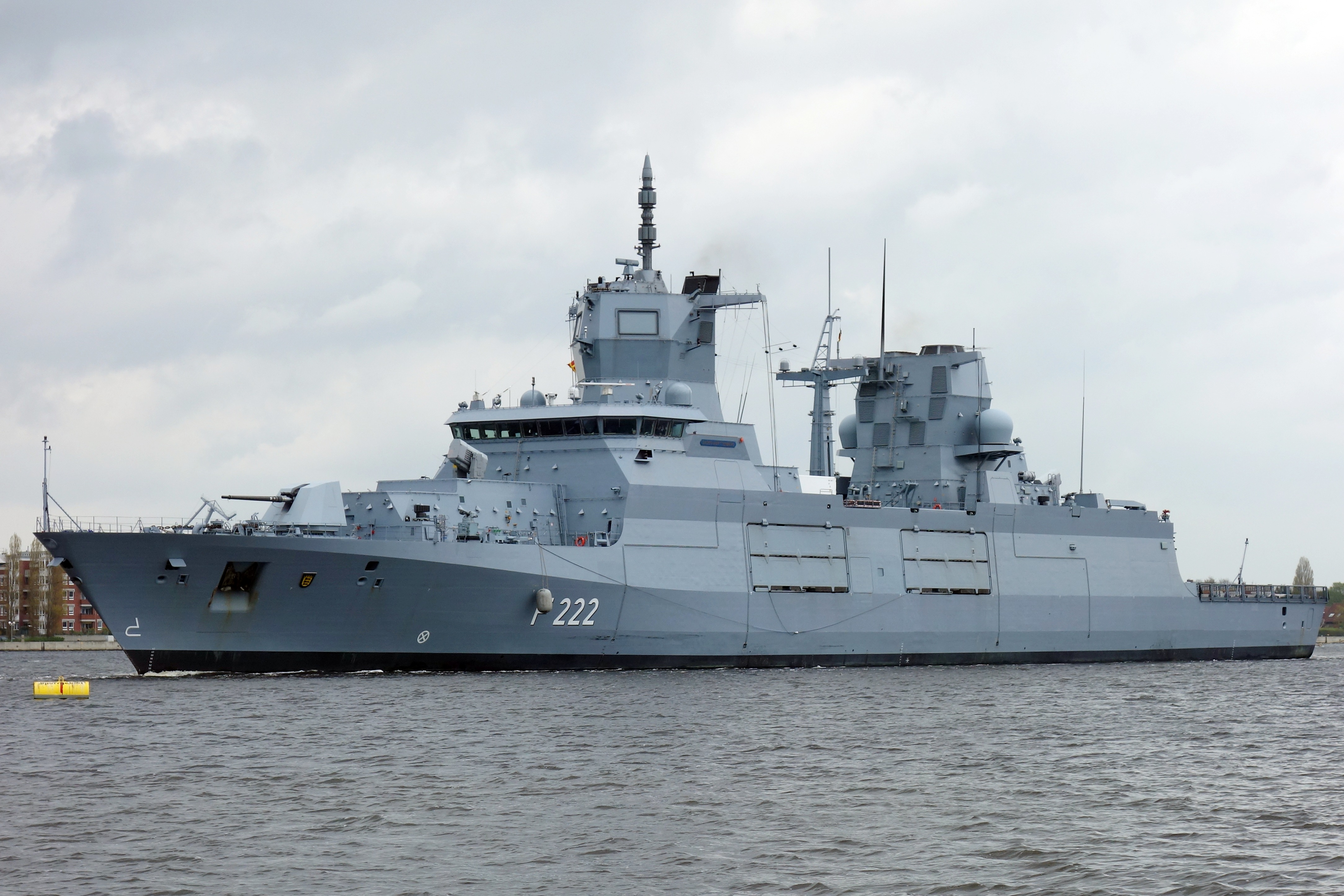
Fragata de Clase Baden-Württemberg con el Otobreda 127/64 en proa

El cañón naval OTO Melara 127/64 Lightweight (LW) (ahora Leonardo) es un montaje de cañón de fuego rápido adecuado para su instalación en buques grandes y medianos, destinado al fuego de superficie y el fuego naval de apoyo como función principal y el fuego antiaéreo como papel secundario. La compacidad del sistema de alimentación del cañón hace posible su instalación en naves de sección estrecha.

## Descripción
El arma puede disparar toda la munición estándar de 5 pulgadas que incluye la nueva munición guiada de largo alcance Vulcano. Los cargadores modulares de alimentación automática permiten el disparo de hasta cuatro tipos de munición diferentes e inmediatamente seleccionables; los cargadores (cuatro tambores, cada uno con un depósito listo para disparar) se pueden recargar mientras que el montaje está en funcionamiento.
Un sistema de manipulación de municiones está disponible para el transporte de proyectiles y sus cargas propulsoras desde el almacén principal de municiones a los cargadores de alimentación, que se recargan automáticamente.El flujo de munición es reversible. Las municiones pueden ser descargadas de forma automática desde el arma. Interfaces digitales y analógicas están disponibles para cualquier sistema de gestión de combate, de acuerdo con el protocolo COBRA.
Los montajes de armas navales 127/64 LW incluyen un módulo Vulcano, que tiene un doble propósito: 
- Programación de espoletas y el sistema guía de munición
- Planificar misiones y ejecutar acción de fuego de apoyo naval (soluciones de tiro, selección de municiones, definición de trayectorias y secuencias disparo, cálculos balísticos que representan el tipo de munición, etc), de manera independiente o en interacción con el sistema central del barco.